# Société italienne pour les chemins de fer méridionaux
La Société italienne pour les chemins de fer méridionaux, (italien : Società Italiana per le Strade Ferrate Meridionali), abrégé SFM, était une importante compagnie ferroviaire privée italienne fondée en 1862 par le comte Pietro Bastogi. La société gérait un grand nombre de lignes ferroviaires, situées en grande partie dans le nord de l'Italie et sur le versant adriatique et méridional de l'Italie péninsulaire. À partir de 1885, elle prend la raison sociale de Società Italiana per le Strade Ferrate Meridionali. Esercizio della Rete Adriatica. En 1906 elle cesse son activité ferroviaire et se transforme en holding financière d'investissement sous la raison sociale Bastogi S.p.A..

## Histoire

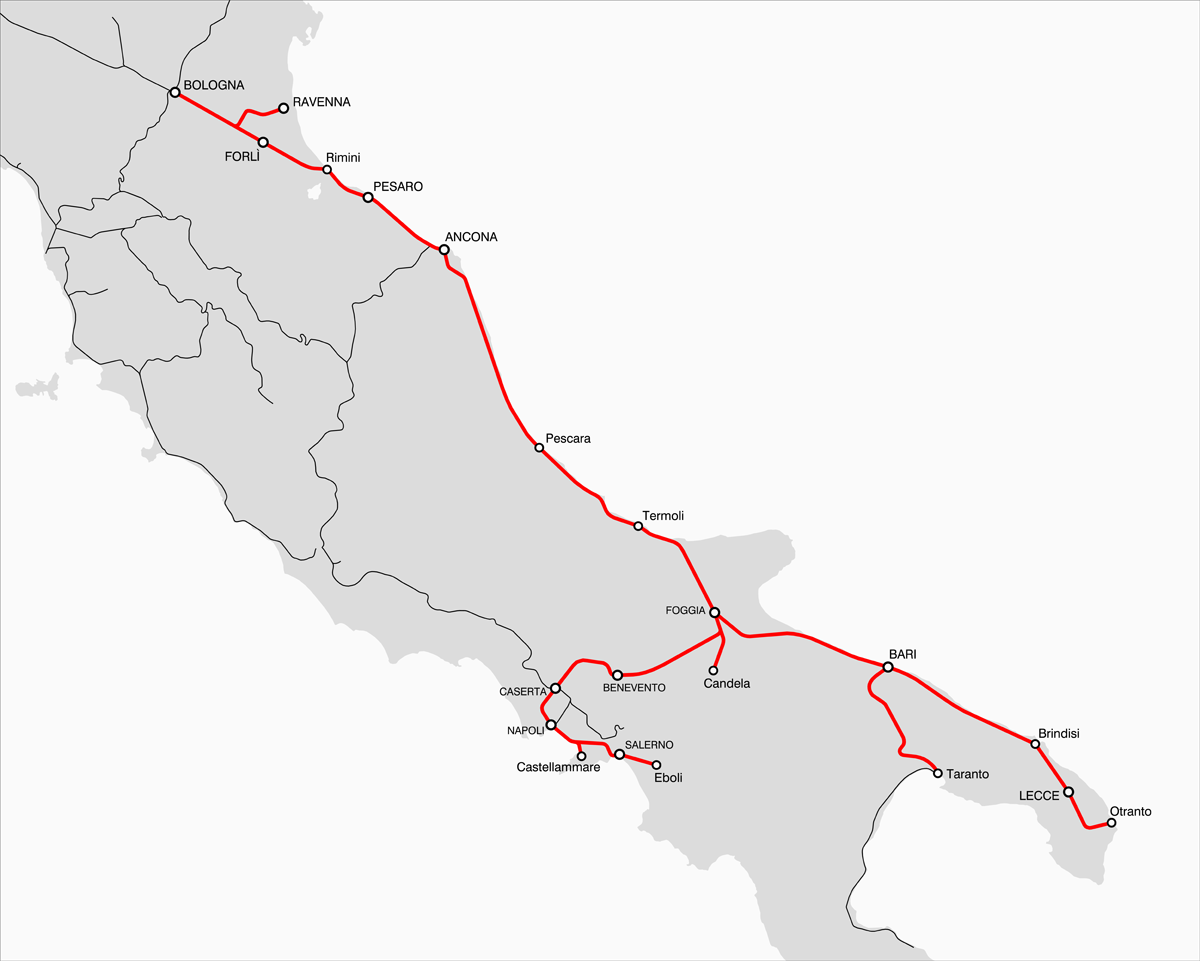
Réseau de la SFM au 1er janvier 1873.

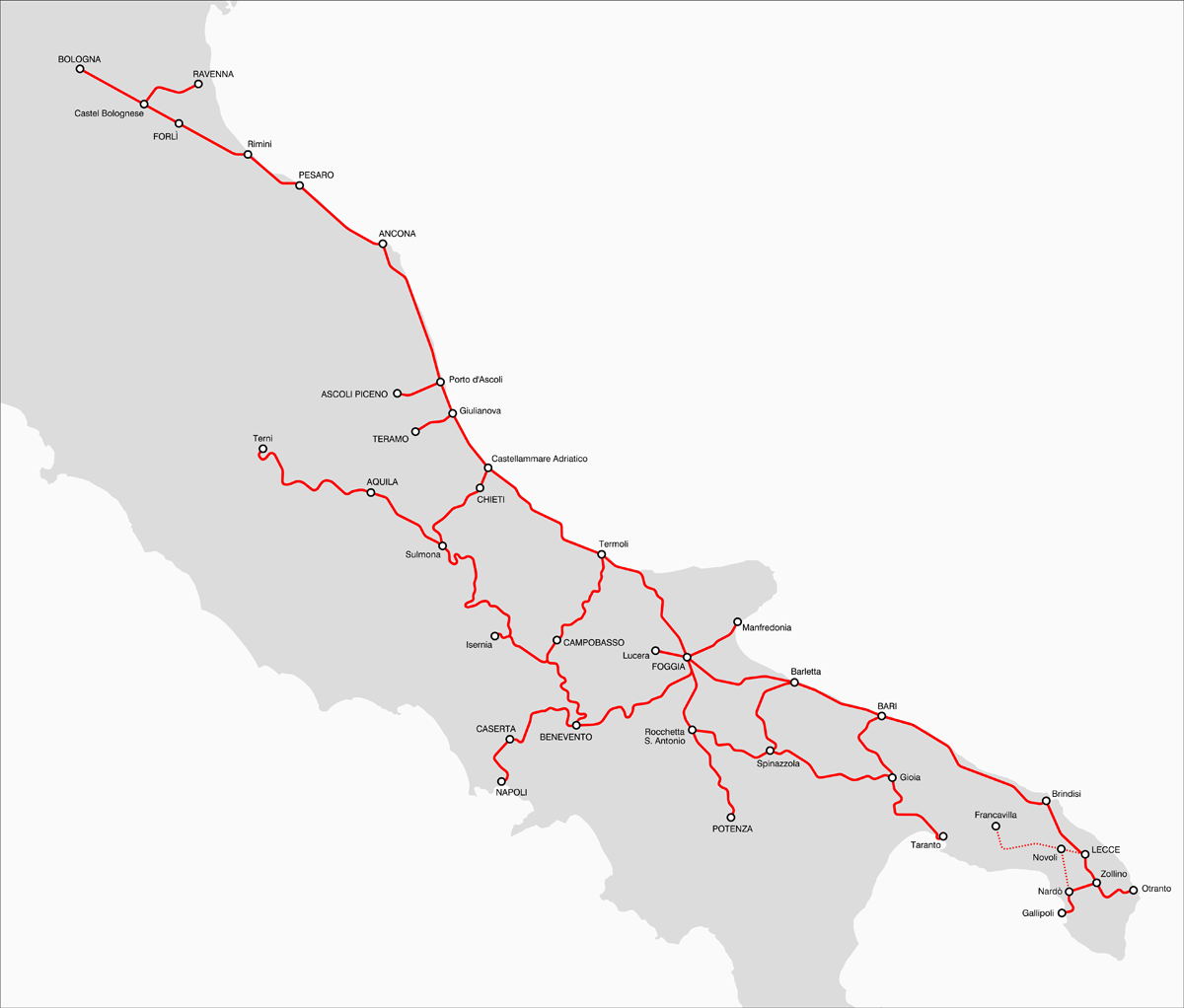
Réseau de la SFM au 1er juillet 1905.

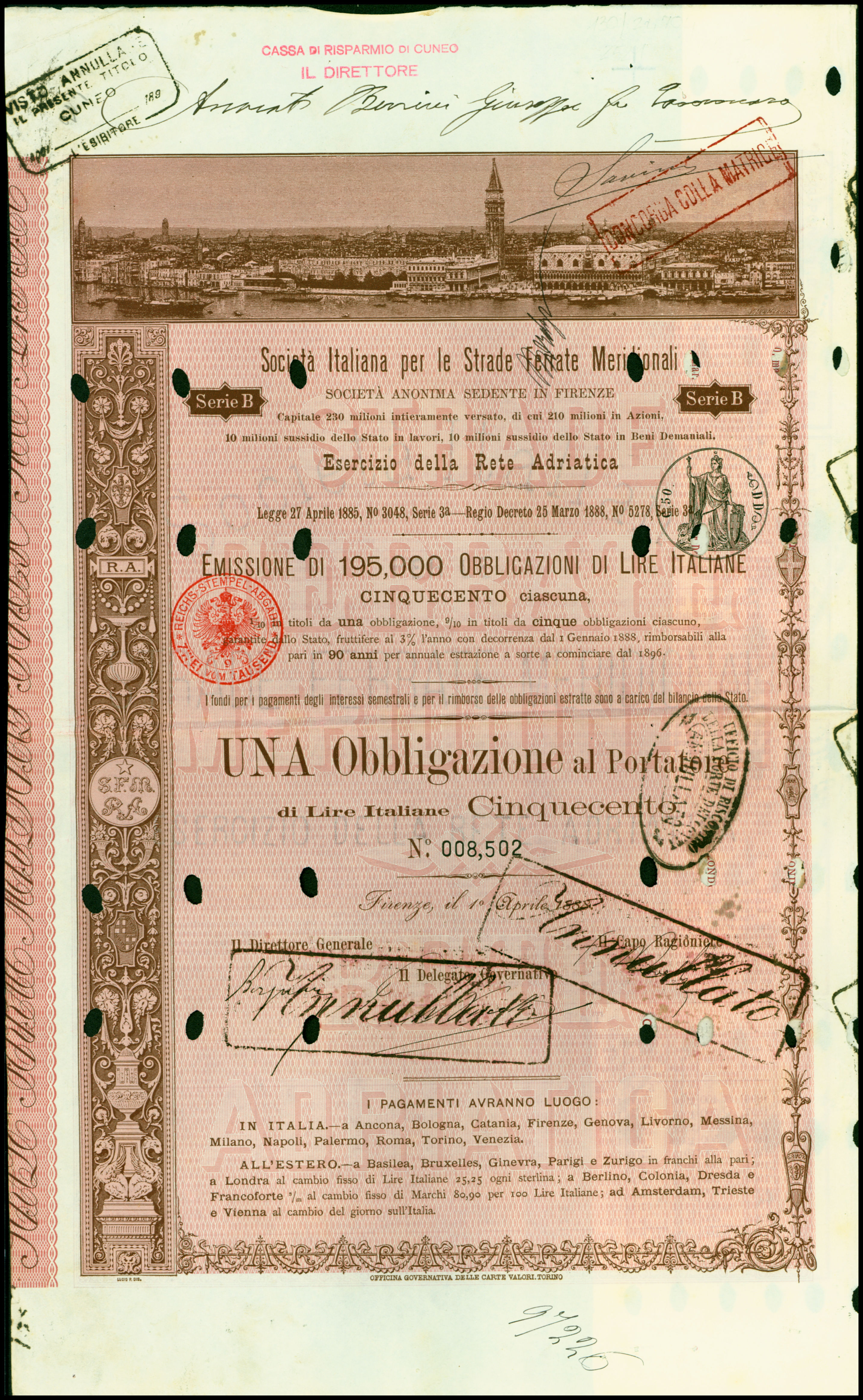
Obligation de la Soc. per le Strade Ferrate Meridionali en date du 1 avril 1888

Durant la brève période où Garibaldi détient un pouvoir dictatorial depuis Naples, il décrète la construction aux frais de l’État italien, de nouvelles voies ferrées visant à réaliser la liaison sur les deux rives adriatique et tyrrhénienne, entre le réseau de la Società per le Strade Ferrate Romane - SFR et celui de l'Royaume des Deux-Siciles.
Ainsi fut désignée la société Adami & Lemmi (it), dont la concession fut ratifiée par le gouvernement italien Gouvernement Ricasoli I en 1861. Mais ces mêmes défenseurs du projet, confrontés à de graves difficultés financières, durent abandonner l'entreprise. 
C'est à ce moment que le Comte Pietro Bastogi, banquier de Livourne, avec l'appui déterminant de la Caisse du Commerce et de l'Industrie de Turin, renommée Credito Mobiliare (it) en 1863, dirigée par Domenico Balduino, et avec le concours de nombreux banquiers de Florence, Gênes et Turin, parmi lesquels le baron Ignazio Weil Weiss, de Giulio Bellinzaghi et de la Banca Zaccaria Pisa (it) de Milan, rassemblent un capital de 100 millions de £ires pour la constitution d'une société ferroviaire privée.
En 1862 la société obtient la concession pour "la construction et l'exploitation de lignes ferroviaires en Italie centrale et méridionale", établie par la loi du 21 août 1862. La société concessionnaire est constituée officiellement à Turin le 18 septembre 1862, sous la raison sociale "Società Italiana per le Strade Ferrate Meridionali", avec comme président le Comte Pierto Bastogi, et comme vice-présidents le baron Baron Bettino Ricasoli et le Comte Giovanni Barracco. Par la suite, le siège de la direction a été transféré à Florence. Le capital social était très majoritairement issu d'investisseurs italiens. 
Domenico Balduino (Caisse du Commerce et de l'Industrie devenu Credito Mobiliare), les banquiers Ignazio Weill Weiss, de Turin, Zaccaria Pisa et Giulio Belinzaghi sur la place de Milan, ont organisé la vente des titres, actions et obligations, auprès du public. Les actions furent cotés en bourse et les représentants de ces banques furent présents longtemps aux côtés de Pietro Bastogi dans le conseil d’administration de la société. Luigi Pisa (mort en 1895) puis Giuseppe Pisa (mort en 1904), puis Giuseppe Sullam (mort en 1927) représenteront la banque Zaccaria Pisa au conseil d'administration.
Dans le conseil d'administration, composé de vingt-deux membres, on compte quatorze députés. Ce nombre excessif a généré des suspicions qui se sont transformées en certitudes quand on a appris que la société avait versé une forte somme au Président de la Commission Parlementaire chargée d'examiner les offres des sociétés concurrentes. Un scandale éclata et une enquête fut ouverte, qui s'est conclue par une déclaration de censure à l'encontre du Comte Bastogi et des autres délégués. 
En juin 1862, une convention a été signée pour la concession des 591 km de la Ligne Adriatique d'Ancône à Otrante. En 1863, la société rachète la Ligne de Naples à Salerne ainsi que l'embranchement vers Castellammare di Stabia à la société d'Armando Giuseppe Bayard.
En 1865, la société obtient également la Ligne de Bologne à Ancône (it), ancien actif de la Società per le strade ferrate romane, détenant ainsi l'ensemble de la ligne de Bologne à Otrante, y compris la Ligne de Bari à Tarente (it), Ligne de Naples à Foggia (it) et Ligne de Pescara à Ceprano (it). 
En 1871, le capital social de la société est porté de 100 à 130 millions de £ires. La même année, la société obtient du gouvernement la convention pour les lignes de la Rete Sicula (Calabre et Sicile) et fut chargée de terminer et d'exploiter le réseau de la Compagnie du chemin de fer Victor-Emmanuel qui connaissait des difficultés financières.
Le nouveau système ferroviaire italien, prévu par la loi de 1865, n'a pas connu les résultats escomptés et des problèmes sont apparus, liés à la faible rentabilité de certaines lignes ou aux difficultés rencontrées par les exploitants dans d'autres cas. Des mesures ont dû être prises. L'idée du rachat de l'ensemble des compagnies ferroviaires en concession gérant le réseau par l'État italien a fait son chemin étant donné qu'il avait dû intervenir à plusieurs reprises pour maintenir le service public avec son aide financière directe. En 1873, l'État italien lance la première phase de la nationalisation du réseau ferré avec le rachat de la Società per le Strade Ferrate Romane - SFR Chemins de Fer Romains et d'une tentative de rachat des Chemins de Fer Meridionali, qui est restée sans suite. En 1875, l'État italien rachète les lignes construites par la Società per le Ferrovie dell'Alta Italia - SFAI.
Les conclusions de la Commission d'enquête Parlementaire ont donné un avis favorable à la poursuite de l'exploitation des services publics par des compagnies privées. Le 23 avril 1884 des conventions entre l'État italien et trois grandes sociétés privées sont signées, pour une durée de 60 ans. L'approbation définitive de ces concessions est délivrée le 6 mars 1885 et répartit les lignes ferroviaires.  La Società Italiana per le Strade Ferrate Meridionali présidée par le comte Bastogi se voit attribuer l'exploitation de la majeure partie du réseau ferroviaire sur l'Adriatique, partiellement en propre et en concession, ainsi que les lignes de Lombardie à l'est de Milan, de Vénétie et d'Émilie. L'ensemble étant appelé réseau adriatique, pour un total de 4 379 km dont des lignes stratégiques en liaison avec le réseau méditerranéen comme la Ligne Piacenza-Parme et la Ligne Milan-Chiasso (it). 
Le ministre des transports Agostino Depretis a veillé au rachat complet des lignes romaines et méridionales, dont l'exploitation avait été concédée aux deux sociétés Strade Ferrate del Mediterraneo (Mediterranea) et Strade Ferrate Meridionali (Adriatica), qui devaient verser une redevance à l'État. Cela s'est produit en 1885, par une convention spéciale. Le réseau adriatique a été concédé à la Società Italiana per le Strade Ferrate Meridionali, qui a conservé sa structure juridique et sociale et a versé à l'État la somme de 115 millions de £ires pour obtenir la concession de la Rete Adriatica (it) (Réseau Adriatique). À la suite de cette nouvelle concession, la raison sociale a été complétée par la mention "Exploitation du Réseau Adriatique". En décembre 1896, le réseau adriatique s'étendait sur 5 602 km.
En application de la convention ferroviaire de 1885, la société est divisée en deux secteurs d'activité : gestion de l'exploitation ferroviaire et gestion du capital. Le rachat du réseau ferroviaire de la compagnie, dans le cadre de la Nationalisation du réseau ferré italien décidée en 1905, est devenue effective en 1906, après de longues négociations et la chute de deux gouvernements (Fortis et Sonnino), en raison de la structure capitalistique beaucoup plus complexe que celle des autres sociétés ferroviaires étant donné que beaucoup de voies ferrées sont la propriété directe de la Società Italiana per le Strade Ferrate Meridionali - SFM, présidée alors par le Prince Corsini, qui réclamait pour la cession de ces lignes des sommes exorbitantes. 
Un compromis est finalement trouvé avec le gouvernement de Giovanni Giolitti, le rachat par l'État italien moyennant le paiement de 30 millions de £ires pendant 60 ans, la Società Italiana per le Strade Ferrate Meridionali - SFM cède son réseau et se transforme en une société d'investissements en conservant son nom d'origine. En bourse, la société s'est toujours appelée, depuis l'origine, Bastogi S.p.A.. Le conseil d'administration, avec la contribution du directeur adjoint Secondo Borgnini, décida d'investir principalement dans des sociétés électriques, de mécanique, de construction, dans l'immobilier et sur les marchés financiers avec des prises de participations dans des sociétés avec l'appui de la Banca Commerciale Italiana et le Credito Italiano. 
La nationalisation de la société est officialisée par la loi N° 324 du 15 juillet 1906. Les intérêts résiduels de la société dans le domaine ferroviaire cessent complètement avec le transfert aux Ferrovie dello Stato Italiane - FS, en 1908, des lignes du Latium encore en sa possession. À cette époque, l'industrie électrique naissante devient le principal centre d'intérêt stratégique de l'entreprise. En 1915 la société possède des participations dans seize sociétés électriques privées, pour environ 28 millions de £ires, sur un total de 180 millions. Parmi celles-ci, on peut citer l'Adriatica, la Ligure-Toscana, la Sme, la Conti, l'Adamello, la Maira, la Cellina et la Società Elettrica della Sicilia Orientale - SESO gérée par Enrico Vismara (it)).

## Matériel roulant

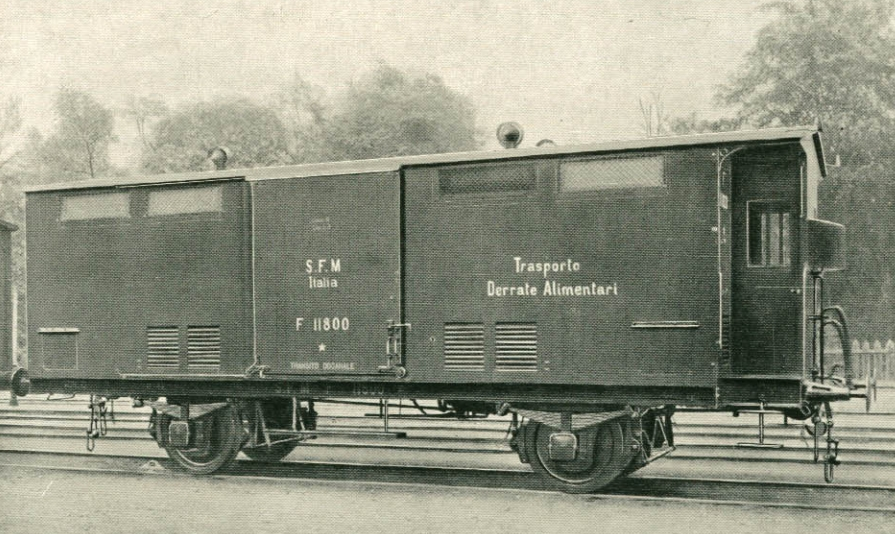
Wagon couvert pour l'alimentation construit par Baume & Marpent

En 1882 la société disposait de 231 locomotives à vapeur, 645 voitures, 3965 wagons.

## Principaux projets
Le bureau d'études des matériels roulants du réseau Rete Adriatica se trouvait à Florence qui va abriter, plus tard, le bureau d'études des Ferrovie dello Stato Italiane - FS.
Quelques-uns des plus importants projets de locomotives de tous types, conçues par la compagnie : 
- Locomotive RA 350 bis (it), devenue Locomotive FS 290,
- Locomotive RA 3700 / RA 5000, la Mucca, devenue FS Gruppo 670,
- Locomotive RA 380 (it), devenue Locomotive FS 600,
- Locomotive RA 400, devenue Locomotive FS Gruppo 630,
- Locomotive triphasé RA 34 (it), devenue Locomotive FS E.430,
- Automotrice RA 30/32 (it), devenues Automotrices FS E.1 & E.2,
- Locomotive RA 361 (it), devenue Locomotive triphasé FS E.360.

Sont également issues du développement des projets de la Rete Adriatica les locomotives Gruppo 730 (it) et Gruppo 680 peu avant leur nationalisation et leur absorption dans la compagnie nationale italienne, les Ferrovie dello Stato Italiane - FS.